# Maechidius tridentatus
Maechidius tridentatus är en skalbaggsart som beskrevs av Britton 1963. Maechidius tridentatus ingår i släktet Maechidius och familjen Melolonthidae. Inga underarter finns listade i Catalogue of Life.